# آباستوس
آباستوس (نام علمی: Abacetus) نام یک سرده از تیره سوسک‌های زمینی است.